# Maria Weiterer
Maria Weiterer, geb. Tebbe (* 18. Februar 1899 in Essen (Ruhr); † 1. Dezember 1976 in Berlin) war eine deutsche KPD- und SED-Funktionärin und Generalsekretärin des Demokratischen Frauenbundes Deutschlands.

## Leben
Der Vater von Maria Tebbe war Buchhalter, ihre Mutter Hebamme. Von 1906 bis 1915 besuchte sie die Volksschule und anschließend eine Präparandenanstalt sowie ein halbes Jahr lang eine kaufmännische Schule; gleichzeitig arbeitete sie in Privatbetrieben. Ab 1916 war Tebbe in der Kriegsfürsorge der Stadtverwaltung Bochum tätig. In der unmittelbaren Nachkriegszeit heiratete sie Mathias Weiterer, von dem sie sich kurze Zeit später wieder trennte.
1921 trat Maria Weiterer der KPD Essen bei und arbeitete in der Redaktion des Ruhr-Echo und als Stenotypistin für Lex Ende. In den folgenden Jahren war sie als Funktionärin der KPD-Bezirksleitungen Berlin und der für das Ruhrgebiet aktiv sowie im Roten Frauen- und Mädchenbund (RFMB). Bis 1928 war sie Gauleiter des RFMB im Ruhrgebiet und anschließend deren Bundesleiter; nachdem sich Weiterer mit Helene Overlach, die einen paramilitärischen Charakter des RFMB propagierte, überworfen hatte, musste sie Ende 1928 ihre Funktion beim RFMB aufgeben, Weiterer selbst hatte sich für eine politisch aufklärerische Frauenorganisation eingesetzt. 1928 begann auch ihre Mitarbeit in der Abteilung Gewerkschaften des ZK der KPD. Privat lebte Tebbe in dieser Zeit in einer Gemeinschaft mit Siegfried Rädel, war Mitglied der Reichsleitung der RGO sowie später in der Organisationsabteilung des KPD-Unterbezirks Berlin-Charlottenburg und anschließend Frauenleiter im KPD-Unterbezirk Berlin-Prenzlauer Berg, deren Politischer Leiter sie bis 1933 wurde.
Ab Februar 1933 setzte Maria Weiterer ihre politische Arbeit im Widerstand gegen den Nationalsozialismus im Untergrund fort. Im September 1933 wurde sie verhaftet und bis März 1934 inhaftiert im KZ Moringen. 1934 gelang ihr die Flucht nach Prag durch einen illegalen Grenzübertritt. Politisch war sie danach aktiv in der „Grenzarbeit“ im tschechisch-deutschen Grenzgebiet, dessentwegen sie im Oktober 1934 in der ČSR verhaftet wurde. Im November 1934 wurde sie ausgewiesen in die UdSSR; dort war sie bis Ende 1935 Stenotypistin bei der Profintern in Moskau. Im Januar 1936 reiste sie in die Schweiz, dort war sie erneut in der „Grenzarbeit“ der KPD aktiv und in der KPD-Abschnittsleitung Süd. Im Oktober 1936 wurde sie in der Schweiz verhaftet und nach Frankreich ausgewiesen. Dort übernahm sie die Leitung des Sozialausschusses der KPD und die Leitung des Kaderarchivs der deutschsprachigen Spanienfreiwilligen.
Im Januar 1940 wurde sie in Frankreich verhaftet und im Camp de Rieucros interniert, ab 1941 dann im Auswanderungslager Bompard in Marseille. In dieser Zeit hatte sie Kontakte zu Noel H. Field. Nach der Flucht aus dem Internierungslager lebte sie illegal in Frankreich; ab Dezember dann 1941 illegal in Genf. Dort leistete sie zusammen mit Leo Bauer Abwehrarbeit für die KPD-Emigrationsleitung. Ende 1944 war sie wieder in Paris und arbeitete im Unitarian Service Committee (USC).
Im August 1945 kehrte Maria Weiterer nach Deutschland zurück und wurde 1945/46 Gewerkschaftssekretär und Leiter des Frauensekretariates im DGB-Kreis Heidelberg sowie Mitglied des Sekretariats der KPD-Kreisleitung Heidelberg.
Im Juni 1946 übersiedelte sie nach Berlin, wo sie im Frauensekretariat der SED die Hauptabteilung für die Westzonen übernahm. Von 1947 bis 1949 übernahm sie gemeinsam mit Marie Hartung die Leitung der Frauenabteilung des Parteivorstands der SED als Nachfolger von Elli Schmidt und Käthe Kern.
1947 war Maria Weiterer Mitbegründer und anschließend der erste Generalsekretär des DFD. Ihre Bedeutung für den DFD wurde in der Dissertation von Grit Bühler im Zusammenhang mit den anderen Protagonistinnen herausgearbeitet. Nach Konflikten mit der DFD-Vorsitzenden Anne-Marie Durand-Wever gab sie diese Funktion auf und wurde 1949/50 Bundessekretär des DFD.

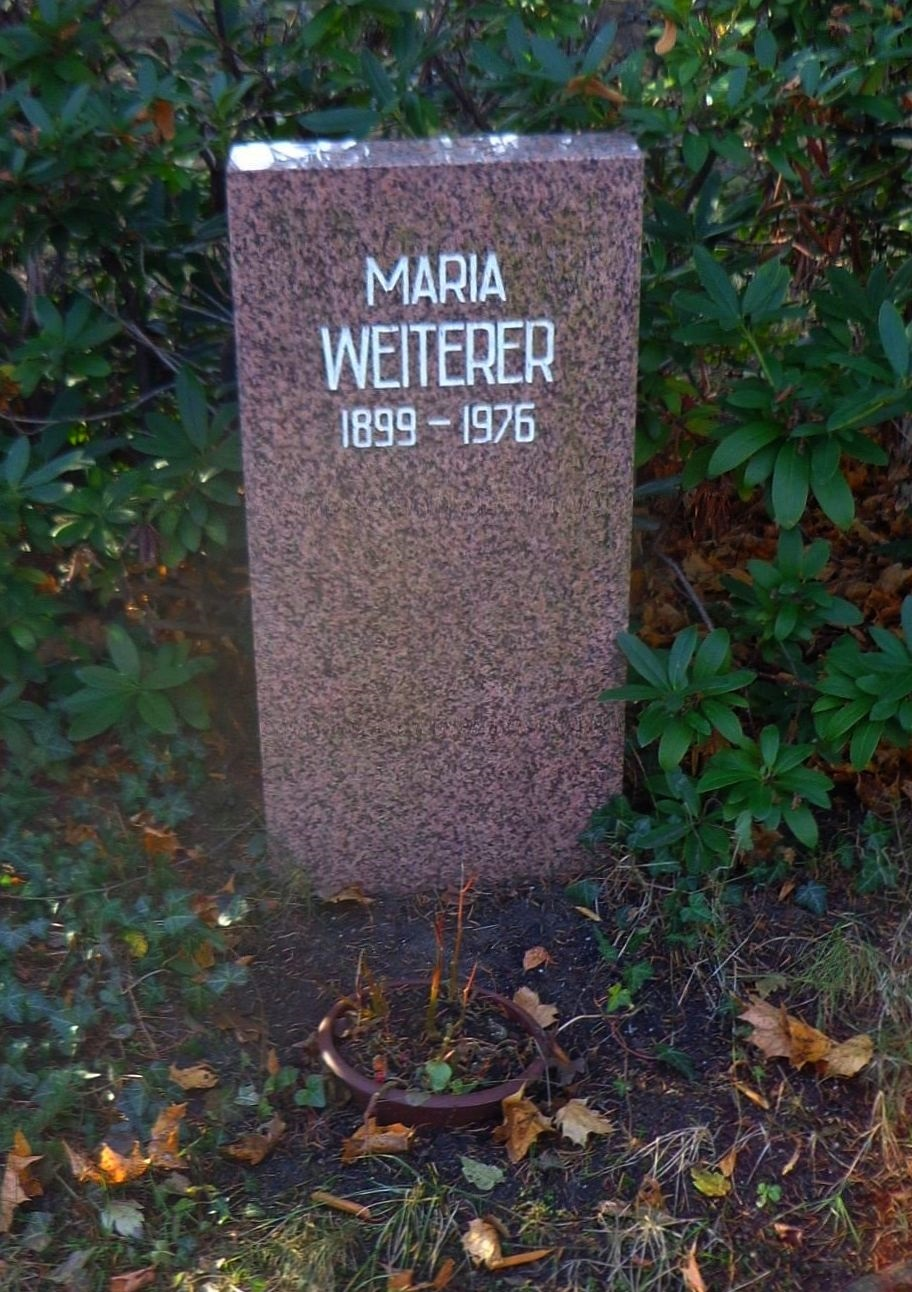
Grabstätte

Am 24. August 1950 wurde sie wegen ihrer Zusammenarbeit mit Noel H. Field aus SED und der VVN ausgeschlossen und von allen Funktionen entbunden. Von 1950 bis 1952 finanzierte sie ihren Lebensunterhalt als Buchhalterin bzw. Statistikerin in der Seidenweberei Novotex in Berga (Elster); von 1952 bis 1955 als Abteilungsleiter.
1954 erfolgte ihre Wiederaufnahme in die SED, parteiintern wurde sie dabei teilweise und 1956 vollständig rehabilitiert; 1956 bis 1959 wurde sie Sekretär der Betriebsparteiorganisation der SED im VEB Novotex; 1959 bis 1963 Hauptreferent für Verlage und Buchhandel des DDR-Ministeriums für Kultur sowie Leiter des Ressorts private Verlage und Mitglied der SED-Leitung der VVB Verlage. Von 1963 bis April 1965 war sie Hauptreferent in der Kaderabteilung der Hauptverwaltung Verlage und Buchhandel. Nach der Verrentung war sie noch politisch aktiv in der SED-Kreisleitung Berlin-Köpenick.
Ihre Urne wurde in der Grabanlage Pergolenweg des Berliner Zentralfriedhofs Friedrichsfelde beigesetzt.

## Schriften (Auswahl)
- Die bürgerliche und sozialistische Frauenbewegung in Deutschland 1848 bis 1933. Berlin Verlag, Berlin 1948.
- Siegfried Rädel. Ein Leben voller Kampf für die Arbeiterklasse. Zusammengestellt durch Helmut Rädel und Maria Weiterer. Hrsg. VEB Sächsisches Kunstseidenwerk Siegfried Rädel. Pirna o. J. (1963).
- Elfriede Fölster, Maria Weiterer: Siegfried Rädel. Aus seinem Leben. Dietz Verlag, Berlin 1980.

## Ehrungen
- 1962 Clara-Zetkin-Medaille;
- 1964 Vaterländischer Verdienstorden in Bronze
- 1969 Vaterländischer Verdienstorden in Silber